# Achel (cervesa)

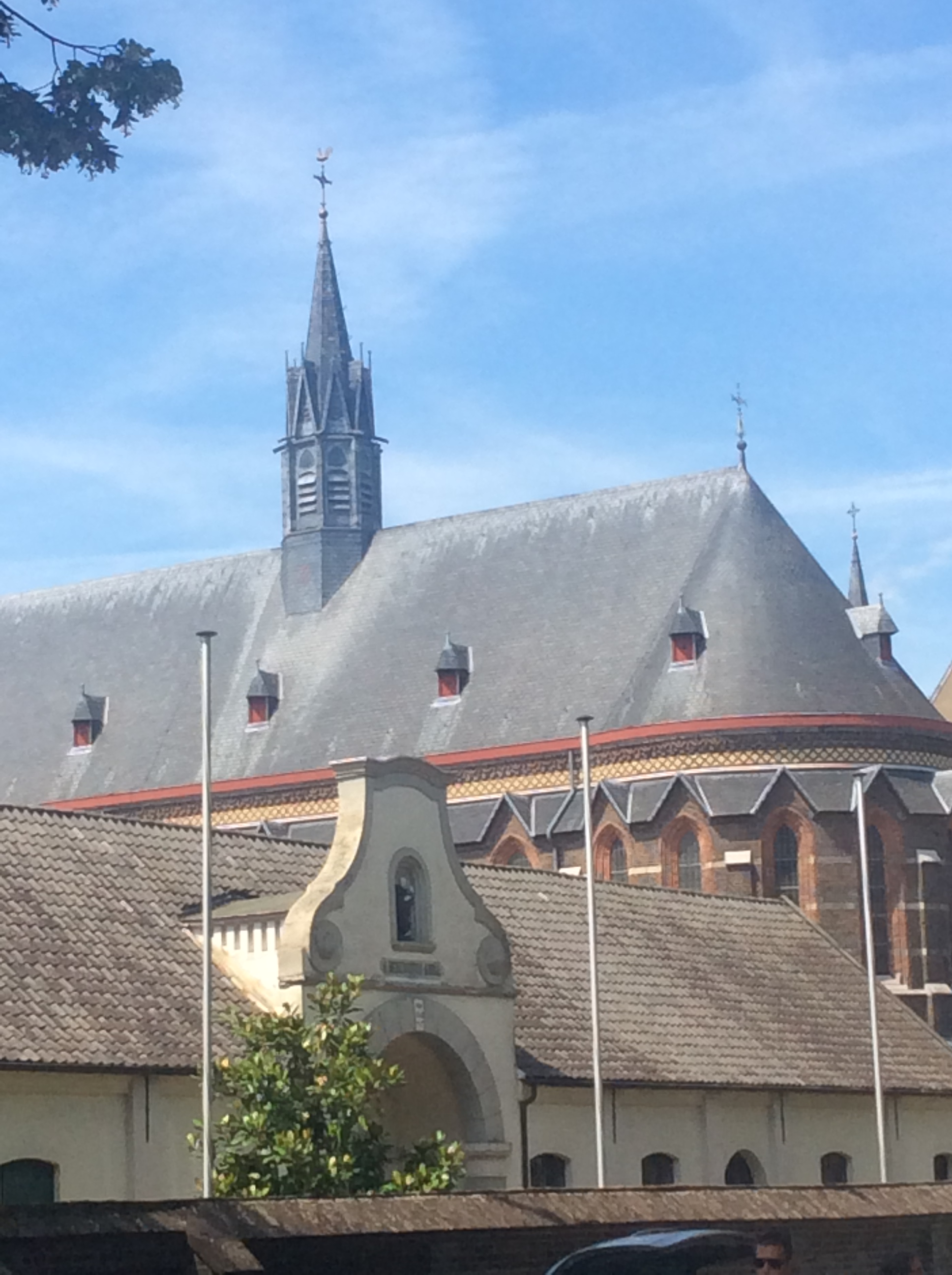
Entrada al claustre d'Achel a Bèlgica.

La Cerveseria Achel o Brouwerij der Sint-Benedictusabdij de Achelse Kluis és una cerveseria belga que produeix cervesa trapenca, i és la cerveseria trapenca belga que té menys producció. Es troba a l'Abadia de Sant Benet al municipi belga d'Hamont-Achel. Produeix cinc tipus de cervesa trapenca, certificades per l'Associació Internacional Trapenca amb el segell de «Authentic Trappist Product».

## Història
La història de la cerveseria es remunta a l'any 1648, quan uns monjos holandesos decideixen fundar una capella a Achel. Més tard, l'any 1686 la capella es transforma en una abadia, però va ser destruïda en el període de la Revolució francesa. L'any 1844, els monjos de Westmalle reconstrueixen l'abadia en ruïnes i es reprenen les activitats agrícoles. La primera cervesa que es va elaborar l'any 1852 era una Patersvaatje i l'any 1871 el lloc es va convertir en un monestir trapenc, que elaborava cervesa de forma habitual.
L'any 1914 durant la Primera Guerra Mundial, els monjos van abandonar l'abadia a causa de l'ocupació alemanya. Els alemanys van desmantellar la fàbrica en 1917 per apropiar-se d'uns 700 kg de coure. En 1998 els monjos van decidir tornar a elaborar cervesa. Per a la reconstrucció de la fàbrica van comptar amb l'ajuda de monjos de l'abadia trapenca de Westmalle i l'abadia de Rochefort. L'any 2001, llancen les cerveses amb 8% d'alcohol.

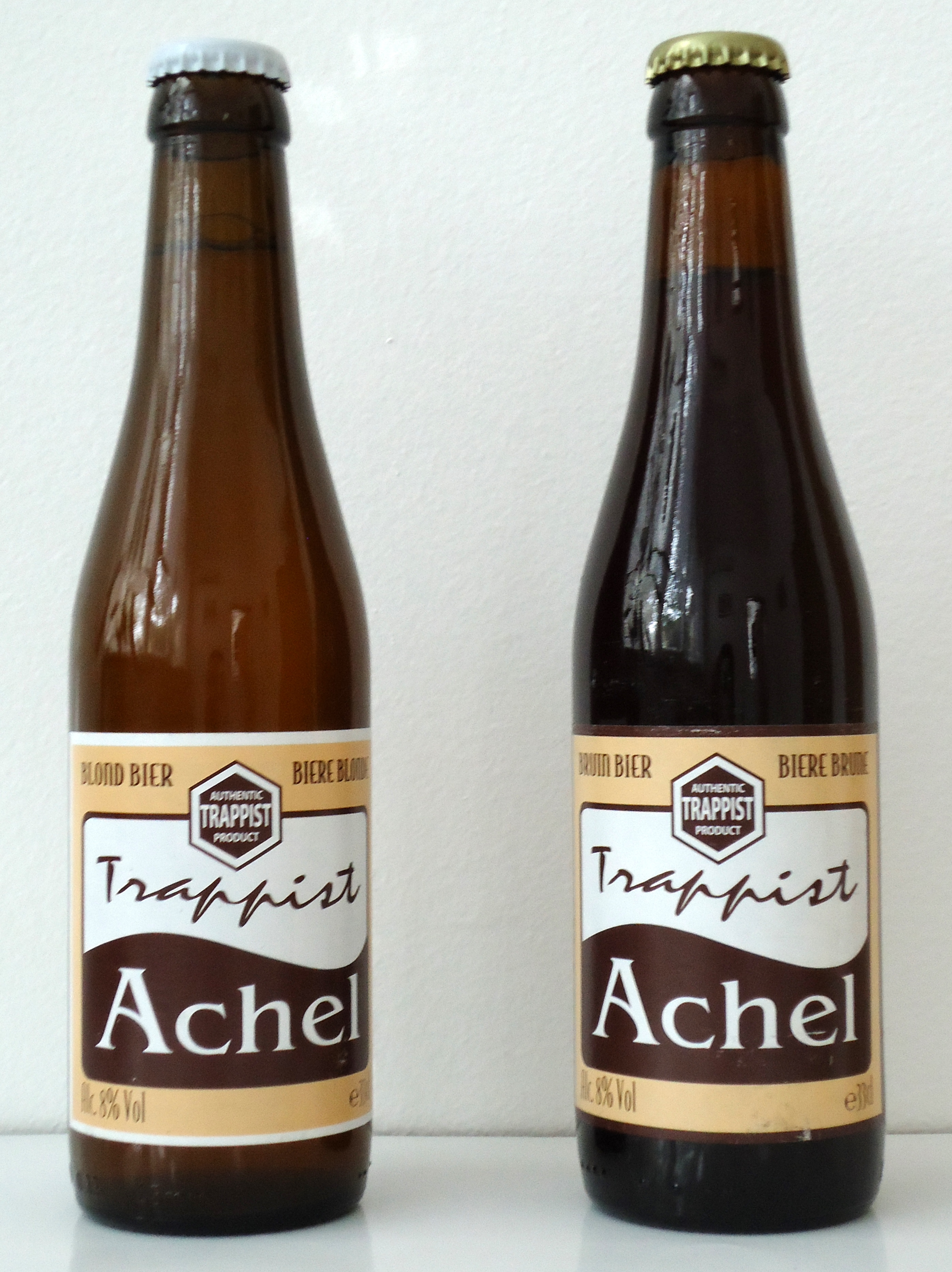
Cerveses Achel Blond 8° i Bruin 8°.

Com altres cerveseries trapenques certificades per l'AIT les cerveses es venen amb tal de sustentar el monestir i amb destinació a obres de caritat.

## Cerveses
Les cerveses es distingeixen per la seva graduació alcohòlica i el seu color amb les paraules «Bruin» i «Blond» que signifiquen torrada i rossa en neerlandès.
- Achel Blond 5°, 5% Vol.
- Achel Bruin 5°, 5% Vol.
- Achel Blond 8°, 8% Vol.
- Achel Bruin 8°, 8% Vol.
- Achel Extra, 9.5% Vol. Bruin (75 cl)
- Achel Extra, 9.5% Vol. Blond (75 cl)

Les cerveses Blond 5°i Bruin 5° únicament poden trobar-se en tirador a l'abadia. La resta es distribueixen per tot el món. L'Achel Extra Blond en ampolla només es ven a l'abadia.